# Barnesville (Minnesota)
Barnesville – miasto w Stanach Zjednoczonych, w stanie Minnesota, w hrabstwie Clay.